# キイナ〜不可能犯罪捜査官〜
『キイナ〜不可能犯罪捜査官〜』（きいな ふかのうはんざいそうさかん）は、2009年1月21日から2009年3月18日まで毎週水曜日22:00 - 22:54（JST）に、日本テレビ系列の「水曜ドラマ」枠で放送された菅野美穂主演のテレビドラマ。

## 概要
不可思議な事件のみを担当する警視庁捜査一課特別班・通称「ベッパン」に所属する女性刑事“春瀬キイナ”が不可解な難事件を追う刑事ドラマ。本作品で扱う事件は、主演の菅野も出演していた同局のバラエティ番組『特命リサーチ200X』や『ザ!世界仰天ニュース』で取り扱った事実がベースとなる。番組のテーマ（主題）はゾンビ、心霊現象、呪い等、オカルト（都市伝説）の謎解き物が多い。
菅野美穂とプロデューサー・加藤正俊の組み合わせは『あいのうた』『働きマン』に続き3作目となる。また菅野と沢村一樹はかつて共演した『働きマン』と同様に上司と部下という役柄での出演となった。
キャッチコピーは「このドラマは“事実”から生まれた」。

## キャスト

### 主要人物
春瀬 キイナ〈29〉
演 - 菅野美穂
警視庁捜査一課・強行犯係・特別班。1979年10月3日生まれ。見た目は可愛い女性であり刑事らしくない服装をしているがずば抜けて賢い。かなり突飛な推理能力の持ち主で、次々と常人離れした推理を披露しては、周囲を戸惑わせる。甘党で、取調べの際や監視カメラを見ている時など、普段でもよく甘いものを食し持ち込む（常にケースに入れてあるチョコ菓子を持ち歩いている）。血液型占いを信じており、その人柄・職業柄のため恋人に振られ続けている。
瞬間記憶能力を持ち、数秒で捜査資料や様々な本を速読したり、一瞬で現場の状況を把握することが出来るが、その後は眠ってしまう事もある。こめかみに人差し指を押し当てて考え事をする癖があり、これによって記憶を呼び戻し、閃きを発揮する事がしばしばある。そして何か閃き、推論を語った後に「とか?」「かも?」と疑問形を付け加えることがある。また、鋭い観察力・観察眼の持ち主でもある。
なお、放送で必ず『働きマン』の仕事モードオンの様に資料やビデオを高速に読破するシーンがお約束となっている。
山崎 尊〈24〉
演 - 平岡祐太
警視庁捜査一課・強行犯係・特別班。捜査一課に配属された新人でキャリア。原則捜査一課にキャリアは数名いる管理官のうち1名を除き配属されないが、本人が希望して配属されたという設定になっている。非現実的な事柄・現象など、現実的・科学的にありえない出来事などを全面否定する、現実的で科学を信じている一面を持つ。幼い頃から刑事に憧れていた。その為、自分が“ベッパン”に配属された事に対して納得しておらず、刑事らしくないキイナと性格・閃き・非現実的で非科学的な事件をバカにしている。だが、今では少しずつキイナと、彼女の閃きを信じているが、事件に関しては変わらず。幽霊などのオカルト現象も信じていないが、案外ビビリな一面を持つ。本編には未登場だが、妹がいる。
遠藤 桜〈29〉
演 - 小池栄子
警視庁捜査一課・情報管理担当。キイナと同期で、一番の話し相手。
御手洗 修司〈50〉
演 - 草刈正雄
管理官。交番勤務時代に多くの指名手配犯を逮捕に導いたキイナを捜査一課に引き抜いた。
雅 一馬〈39〉
演 - 沢村一樹 （回想：原翔太郎）
係長。15年前に幼なじみの真理子が殺害され、遺体が発見されなかった事件をずっと引きずっていたが、真理子の遺体発見後、キイナたちの尽力で時効間際に真犯人を突き止めた。
工藤 真一郎〈35〉
演 - 塚地武雅（ドランクドラゴン）
キイナの元カレ。メタボリック体質。性格は温和で、いい人タイプ。実はシングルファザーで、4年前に妻と死別後、3人の子供と暮らしている。子供たちがいることを打ち明けられず、とある事情によってデートに行けなかった事がきっかけで半年前にキイナと別れた。何かとキイナにからむことが多い。

### 警視庁

#### 捜査一課 強行犯係
津田 明彦〈48〉
演 - 金田明夫
強行犯係・主任。結婚25年となる妻・真美子と娘がいる。
花田 洋介〈30〉
演 - 高橋良輔
強行犯係。
服部 浩二〈34〉
演 - 東根作寿英
強行犯係。

### その他
玉井 夕実〈23〉
演 - さくら
刑事総務課・庶務。
内田 マキ〈22〉
演 - 薗田杏奈
刑事総務課・庶務。

### ゲスト
第1話
- 幸田 絢香 - 白石美帆

半年前に心臓移植を受けて以来、誰かに突き落とされる夢を見るようになる。
- 鷺沼 博 - 勝村政信

東都大学医学部附属病院の心臓血管外科教授。静子の担当医で、絢香の心臓移植の執刀医。
- 田中 静子 - 霧島れいか

重い病気で入院していたが、飛び降り自殺。絢香に移植された心臓のドナー。
- 田中 秀雄 - まいど豊

静子の夫。
- 田中 勇太 - 中村柊芽

静子・秀雄の息子。
- パイロット - 久保田将至

空港で桜と通話中のキイナと肩がぶつかる。
- 作業員 - 山崎健二

変死体の発見現場で昼食中、空から魚が降ってきたと証言。
第2話
- 深田 雪乃 - 川島海荷（回想：鎗田千裕）

私立中学2年。サトシが死んだのは自分のせいで、恨まれているのではと思い悩む。
- 深田 雄三 - 大高洋夫

雪乃の父。現在の家に引っ越して以来、奇妙な現象に遭遇している。
- 深田 晃子 - かとうかず子

雪乃の母。
- 深田 サトシ - 嘉数一星

雪乃の3歳上の兄。8年前に湖で溺れて亡くなる。
第3話
- 渋沢 瞳 - 紺野まひる

圭吾の妻。目が不自由。
- 渋沢 圭吾 - 山崎樹範

建設会社で現場監督として働いていたが、3ヶ月前に爆発事故で死亡。
- 河野 祐一 - 松尾敏伸

圭吾の同僚。
第4話
- 星宮 麗香 - 南野陽子

“奇跡の恋占い”で話題の人気占術師。
- 須藤 啓介 - 前川泰之

美和子の婚約者。美和子殺害の容疑をかけられる。
- 高原 美和子 - 黒坂真美

桜の高校時代からの親友。麗香の占いどおりに出会った須藤との結婚目前に毒殺される。
第5話
- 宮下 清和 - 吹越満

尊の入院した青葉記念病院の外科医師。
- 小久保 美由紀 - 浅見れいな

青葉記念病院の看護師。鍵のかかった病室の窓から転落死。
- 看護師 - 西尾まり、和希沙也、小野香織
- 美由紀の母 - 大塚良重

第6話
- 工藤 莉子 - 森迫永依 ※最終話にも登場。

真一郎の長女で、牧野が担任を受け持っていた5年2組の生徒。牧野が死んだのは呪いをかけた自分のせいだと思い詰める。
- 牧野 弘樹 - 泉政行

世田谷区立陽光小学校教諭で、莉子のいる5年2組の担任。鍵のかかった自室で死亡。後に死因はスズメバチに刺されたことによるアナフィラキシーショックであることが判明。
- 立川 歩美 - 入山法子

牧野と同じ陽光小学校の教諭。半年前から交際していた牧野と親密にしている姿を莉子が目撃したことが呪いをかけるきっかけとなった。
- 中野 直美 - 江口のりこ

牧野と同じ大学出身。ストーカーの罪での逮捕歴がある。
第7話
- 津田 真美子 - 宮崎美子

津田の妻。田所を襲い、殺人未遂の容疑で逮捕される。飛行機恐怖症を治すために、桐島のクリニックでカウンセリングを受けていた。手作りのマドレーヌが美味。
- 桐島 貴子 - 荻野目慶子

心療内科医。真美子がカウンセリングを受けている。
- 田所 祐二 - 三上市朗

投資会社の経営者。襲ってきた真美子とは面識がなく、投資話をした憶えもない。
第8話
- 宮内 真理子 - 松岡璃奈子 （回想：北村一葉）

雅の幼なじみ。15年前、神社に血痕が残すも遺体が見つからなかったが、西多摩の山中から当時と変わらぬ状態で遺体が発見される。事件当時は市役所に勤めていた。
- 桑島 泰蔵 - 宍戸錠

代議士。真理子の遺体が発見された土地を管理している。
- 桑島 常男 - 袴田吉彦

桑島の息子。15年前交際していた真理子殺害の容疑をかけられる。
- 宮内 頼子 - 山口美也子

真理子の母。
- 監察医 - 沼津悠

北稜大学で白骨化した遺体を調べた。
- 刑事 - 茂木和範

雅に白骨化の遺体が見つかったことを連絡。
- 住民 - ト字たかお

真理子の遺体が見つかった現場近くの住民。幽霊は一度も見たことがないとキイナたちに証言。
- 若者 - 加治木均、浦ちあき、下川真矢、佐々木瑶子

心霊スポットに肝試しにきた時、真理子の遺体を発見。
最終話
- 小早川 政則 - 加藤雅也

立慶大学で認知心理学の研究を行う心理学者。
- 後藤 栄一 - 八十田勇一

立慶大学の清掃作業員。風見団地に住んでいて、風見団地の住民が集団失踪した事件の犯行声明をマスコミに送った。扇町通りで自然発火により焼死した被害者でもある。
- 風見団地の住民 - 丹下一、神道寺こしお

身内の不幸で実家に戻っていた最中、集団失踪事件を知る。
- リポーター - 大塚和彦、服部整治、福田温子

風見団地で集団失踪事件を取材している。
- 捜査員 - 山口眞司、大竹周作、五位野隆雄

風見団地集団失踪事件の捜査会議に参加。
- 清掃作業員 - ふくまつみ、飯口美穂、下川江那、望月晶子

立慶大学の清掃作業員。問題の多かった後藤を快く思っていない。

## スタッフ
- 脚本 - 吉田智子、松田裕子、山崎淳也、田中一彦
- 音楽 - 菅野祐悟
- 主題歌 - MiChi 『ChaNge the WoRLd』（ソニー・ミュージックアソシエイテッドレコーズ）
- プロデューサー - 加藤正俊、小泉守
- 演出 - 猪股隆一、山下学美、田中峰弥
- 撮影 - 水梨潤
- 照明 - 大内一斉
- 美術 - 小池寛
- 制作担当 - 鷲頭雅英
- 助監督 - 松山雅則
- 制作プロダクション - トータルメディアコミュニケーション

## 放送日程
サブタイトルはドラマのオープニングで表示されたもの、シナリオ題は新聞のラテ欄に掲載されたものである。
なお話数の表記は、公式サイトでは「File.○」、ドラマ本編では「第○話」となっている。
| File.                                                      | 放送日  | サブタイトル         | シナリオ題                             | 演出     | 視聴率 |
| ---------------------------------------------------------- | ------- | -------------------- | -------------------------------------- | -------- | ------ |
| 001                                                        | 1月21日 | 記憶する心臓         | このドラマは事実から生まれた           | 猪股隆一 | 16.5%  |
| 002                                                        | 1月28日 | 憑依された少女       | 憑依〜とりつかれた少女                 | 猪股隆一 | 15.5%  |
| 003                                                        | 2月04日 | 蘇る死者             | 死者が蘇る                             | 山下学美 | 15.3%  |
| 004                                                        | 2月11日 | 死を鑑る占い         | 死を予言した奇跡の占い                 | 猪股隆一 | 12.7%  |
| 005                                                        | 2月18日 | 病院の幽霊           | 病院の幽霊                             | 山下学美 | 14.2%  |
| 006                                                        | 2月25日 | 呪いの人形           | 呪いの人形                             | 猪股隆一 | 13.3%  |
| 007                                                        | 3月04日 | 偽りの記憶           | 書き換えられた記憶!!                   | 田中峰弥 | 13.3%  |
| 008                                                        | 3月11日 | 死者からのメッセージ | 死者からのメッセージ!!                 | 山下学美 | 14.9%  |
| 009                                                        | 3月18日 | 神隠し               | 最後の事件神隠し〜すべての住民が消えた | 猪股隆一 | 14.8%  |
| 平均視聴率 14.5%（視聴率は関東地区・ビデオリサーチ社調べ） |         |                      |                                        |          |        |

※ 水曜ドラマ枠では『斉藤さん』以来4作ぶりに全話2桁、平均視聴率も『正義の味方』以来2作ぶりの2桁推移となった。また、この枠としては珍しくクールでの1位となったが、このドラマを放送した2009年1月期は平均で15%に達した作品がなかった。

## スピンオフ「タケル 新人捜査官ファイル」
主演は平岡祐太。テレビドラマではなく、水曜日の地上波の放映終了後に更新されるネット専用ドラマ。これは次回放映される予定の内容に関連した実際に起きたエピソードを紹介し、そこから翌週の地上波の放映へと結びつける一種の予告編である。
| File. | タイトル                      |
| ----- | ----------------------------- |
| 001   | 移植された心の謎              |
| 002   | 謎の憑依現象                  |
| 003   | 謎の憑依現象を解き明かせ      |
| 004   | ゾンビの正体を暴け!           |
| 005   | 謎の不可思議現象              |
| 006   | 病院内の怪奇現象              |
| 007   | 都市伝説                      |
| 008   | 女性は恋をするとキレイになる? |
| 009   | 花粉症                        |
| 010   | 一人反省会                    |

- プロデューサー：加藤正俊、天笠ひろ美
- ディレクター：吉田雅司
- AD：藤田志帆
- ナレーター：町田浩徳（日本テレビ）
- 映像協力：特命リサーチ200X
- 制作協力：ザ・ワークス
- 製作著作：日本テレビ

## 備考
- 工藤真一郎役の塚地武雅は、このドラマの収録開始前に『はねるのトびら』（フジテレビ）の収録で左足の脛骨を骨折。そのため、真一郎が転倒して骨折した設定に急遽変更となり、台本が大幅に書き替えられた。
- エロ男爵でエロキャラが定着している沢村一樹は番組スタッフから「頼むからクールなキャラクターの為下ネタは封印するように」と言われた。しかし菅野美穂がある雑誌のインタビューでは「沢村さんのエロ話で盛り上がっていた」という[4]。
- 第5話本編終了後の主題歌CDプレゼントの告知では、主演の菅野美穂と共に主題歌を担当したMiChiが出演している。
- 最終回「神隠し」の話の元となっているのは、いわゆる「ポップコーン実験」と呼ばれているもの（詳細はサブリミナル効果の項を参照）である。